# 半熊
半熊（Hemicyon）是已滅絕像熊的動物，衍生出半狗科分支。牠們長約1.5米，高約70厘米，身體比例像虎，而牙齒像狗。牠們生存於2200萬年前中新世的歐洲、亞洲及北美洲。一般認為半熊是高級肉食性動物及掠食的。半熊不像現今的熊是蹠行的，而是趾行及有長的中骨。這顯示半熊是活躍的掠食者及奔跑能手，估計是在平原群體捕獵的。牠們因此與熊有所區別，而更像狗。
半熊的物種是於1800萬年前的亥明佛德階出現，故牠們是最早在北美洲出現的。這些北美洲物種與波爾迪階歐洲的物種是近親。其他半熊化石包括：
- 在中國甘肅臨夏盆地中新世中期地層發現的H. teilhardi；
- 在中國發現中新世早期的半熊標本；
- 青藏高原東北邊界臨夏盆地發現的中新世中期半熊標本；
- 西班牙薩拉戈薩省發現的中新世中期H. sansaniensis；
- 西班牙塔拉索納發現中新世中期的H. mayorali；
- 馬德里發現的半熊標本；
- 土耳其安卡拉發現中新世中期的H. sansaniensis；
- 波斯尼亞發現下中新世的H stehlini；
- 特拉華州發現亥明佛德階早期的半熊標本；及
- 新墨西哥州中新世聖塔非地層發現完整的半熊標本。